# ロンバード (イリノイ州)
ロンバード（Lombard）は、アメリカ合衆国イリノイ州のデュページ郡にある村。人口は4万4476人（2020年）。シカゴの西35キロメートルにあるベッドタウンである。

## 概要
地名はシカゴの実業家ジョサイア・ロンバードに由来している。彼は1868年に駅周辺の土地を買い占め、測量して分譲した。
現在、商業地は北部のロンバード駅前と南部の州道38号線沿いに集まっている。住宅地は戸建てが主体であり集合住宅は少ない。村内には幾つかの企業団地があり、雇用の機会を提供している。ライラックが村のシンボルになっており、毎年5月にライラック・フェスティバルを開催している。

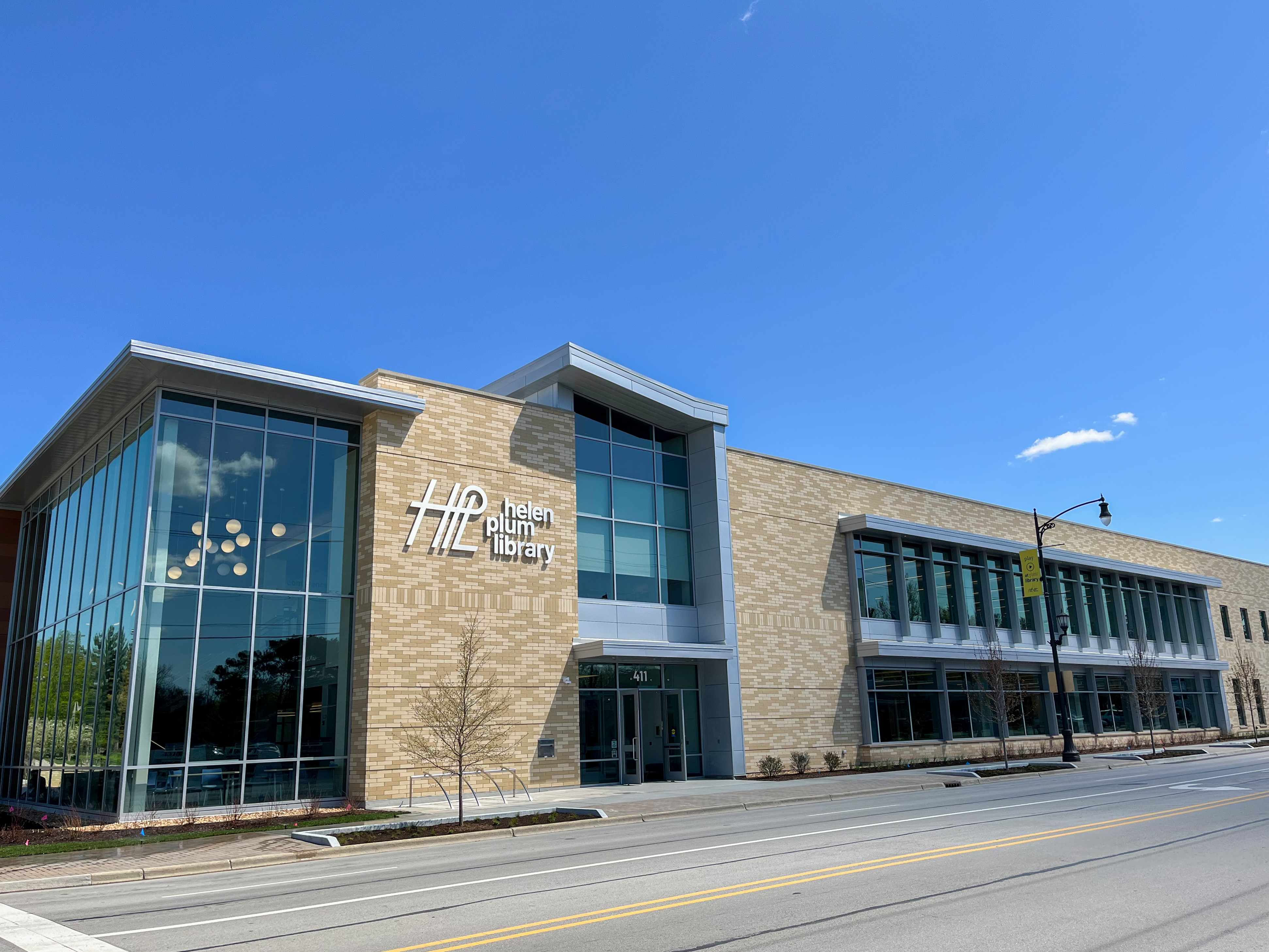
図書館